# ニューヨーク・ボールダーズ
ニューヨーク・ボールダーズ（New York Boulders）は、プロ野球北米独立リーグのフロンティアリーグに加盟している野球チーム。本拠地は、アメリカ合衆国ニューヨーク州ポモナ。チーム名の「ボールダー」はロックランド郡で見ることができる多くの玉石が由来。

## 歴史
2011年、ニューアーク・ベアーズ、ニューヨーク・フェデラルズと共にカナディアン・アメリカン・リーグに加盟。満員の中で行われたブロックトン・ロックスとの初戦は3対1で勝利した。40勝52敗で8チーム中7位に終わる。9月にはニューアーク・ベアーズとの2試合限定でハワード・ジョンソンの息子、グレン・ジョンソンと契約した。
2012年、5月にロックランドビジネス協会から社会貢献を認められ「Organization of the Year」を受賞。シーズンは48勝52敗で5チーム中3位。
2019年10月16日、カナディアン・アメリカン・リーグが2020年シーズンからフロンティア・リーグと合併することが発表され、当球団もリーグを移籍した。
また2020年からチーム名をニューヨーク・ボールダーズに変更した。

## 所属選手
- フリオ・サンタナ（2012, 元：読売ジャイアンツ）
- キース・ブラックオー（2012, 元：高知ファイティングドッグス）
- 妹尾克哉 (2019, 香川オリーブガイナーズから派遣)
- パトリック・キブルハン（2023, 元：東京ヤクルトスワローズ）